# Moselle (département)
Pour les articles homonymes, voir Moselle.
La Moselle (prononcé /mo.zɛl/ ) est un département français de la région Grand Est. Il fait historiquement et culturellement partie de la Lorraine. L'Insee et La Poste lui attribuent le code 57.
Ce département doit son nom à la rivière de la Moselle, un affluent du Rhin, qui le traverse dans sa partie ouest et arrose Metz, son chef-lieu. La Sarre, le plus grand affluent de la Moselle, prend sa source dans l'est du département, en arrose environ la moitié et donne son nom au Land allemand voisin. Situé en Europe rhénane, le département de la Moselle est frontalier avec le Luxembourg et l'Allemagne avec qui il entretient plusieurs liens au sein de la Grande Région. C'est le 23e département le plus peuplé de France en 2017 avec ses 1 043 522 habitants, appelés les Mosellans, qui sont répartis dans 725 communes.
Créé en 1790 à partir de la principauté épiscopale de Metz et des territoires du nord-est des provinces de Lorraine et de Bar, ce département a une histoire complexe en raison des diverses modifications de ses frontières entre 1790 et 1833, puis de ses deux annexions à l'Allemagne. La première annexion est à l'origine d'un énième changement de son territoire, de ses limites actuelles et de plusieurs particularismes sociaux, culturels et législatifs qui sont toujours en vigueur au XXIe siècle.
L'histoire récente du département de la Moselle est liée de près à celle de la région voisine d'Alsace, tous les deux ayant en commun l'héritage du second empire allemand (droit local d'Alsace-Moselle) et une influence franco-germanique forte.
Se fondant sur ses particularités géoéconomiques, historiques et culturelles, en 2019 le département dépose par la voix de ses élus une demande d'être reconnu comme l'"Eurodépartement" français auprès de l'Assemblée nationale, afin de bénéficier de mesures de différenciation territoriale adaptées.

## Géographie

### Dimension frontalière
Le territoire de la Moselle est délimité à l'ouest et au sud par le département de Meurthe-et-Moselle, ainsi qu'à l'est par celui du Bas-Rhin. Au nord, le département est délimité par le Grand-duché de Luxembourg et par la République Fédérale d'Allemagne (Länder de Sarre et de Rhénanie-Palatinat).
Le département mosellan est fortement marqué par sa géographie frontalière, entièrement tournée vers le bassin rhénan. Voisine du Luxembourg et de l'Allemagne, la Moselle figure parmi les sept départements de France métropolitaine qui cumulent une frontière avec deux pays étrangers (à l'instar de la Haute-Savoie, de la Meurthe-et-Moselle, du Haut-Rhin, des Pyrénées-Orientales, de l'Ariège et des Alpes-Maritimes). Concernant les régions étrangères, la Moselle fait limite avec le Land de Sarre (2/3 des frontières mosellanes) ainsi qu'avec le Land de Rhénanie-Palatinat. Elle constitue également les quatre cinquièmes de la frontière franco-luxembourgeoise. La Moselle représentait à elle seule les trois quarts des frontières extérieures de l'ancienne région de Lorraine. Au niveau européen, la Moselle fait partie de la Grande Région et de l'Eurodistrict SaarMoselle (pour une partie du département).
Par ailleurs, la grande majorité de la population mosellane se trouve à moins de 50 kilomètres des frontières (distance à l'intérieur de laquelle une population est généralement qualifiée de « frontalière »). Le cas du village franco-allemand de Leiding/Leidingen est  particulier : les limites entre les deux états-nations passent au milieu de la rue. Enfin, les frontières mosellanes ont une dimension culturelle spécifique : elles se font avec deux langues, le luxembourgeois et l'allemand, dont les variétés dialectales sont historiquement présentes dans environ la moitié du département. Cette particularité renvoie au bilinguisme historique complexe qui existe en Moselle depuis une quinzaine de siècles.

### Environnement
La région, couloir d'invasion depuis l'Antiquité, est longtemps restée une marche, entre Alsace et Nord, relativement pauvre jusqu'au XIXe siècle, et donc peu urbanisée et peu peuplée.
Dans sa partie occidentale, le paysage est celui d'un plateau avec un mélange de terres agricoles et de collines boisées de faible altitude. Dans la partie orientale, le paysage est progressivement marqué par la forêt et un caractère plus montagnard, en tant que partie mosellane du massif des Vosges et des Vosges du Nord. Le point culminant de la Moselle est le Grossmann (986 m) 
L'environnement y a d'abord souffert de l'industrialisation lourde liée aux gisements de fer de Lorraine, qui a artificialisé les vallées et bords de cours d'eau. Les industriels ont créé dans les vallées de vastes emprises foncières en achetant des terres aux agriculteurs et en profitant d'un droit d'eau qui était en France avantageux pour les riverains.
Les questions de dégradation de l'environnement sont devenues politiques dès la fin du XIXe siècle. Elles ont ensuite fait l'objet d'une sorte de consensus (la pollution étant une sorte de rançon acceptée de l'acier, gage de prospérité locale jusque dans les années 1960 avec la fragilisation de l'industrie métallurgique), selon R. Garcier.

### Climat
Le climat en Moselle est océanique dégradé ou atténué à influence semi-continentale. Les saisons sont contrastées et bien marquées mais en fonction des vents dominants peuvent se succéder du jour au lendemain des périodes de précipitations (influence océanique) ou de forte amplitude thermique (influence continentale).

### Hydrographie
Intégralement situé sur le bassin versant du Rhin, le département est géographiquement organisé autour des vallées de la Moselle et de la Sarre. Cependant, l’extrême est du département, c'est-à-dire le pays de Phalsbourg et la haute vallée de la Zorn, ainsi que l'est du pays de Bitche sont directement reliés au Rhin, donc sans lien avec le bassin Sarre-Moselle.
Cours d'eau principaux : la Moselle, la Sarre, la Seille, la Nied (dont l'allemande et la française), l'Orne, la Fensch, la Canner, le Conroy, la Zinsel du Nord, la Zorn.

Paysage de la Moselle :
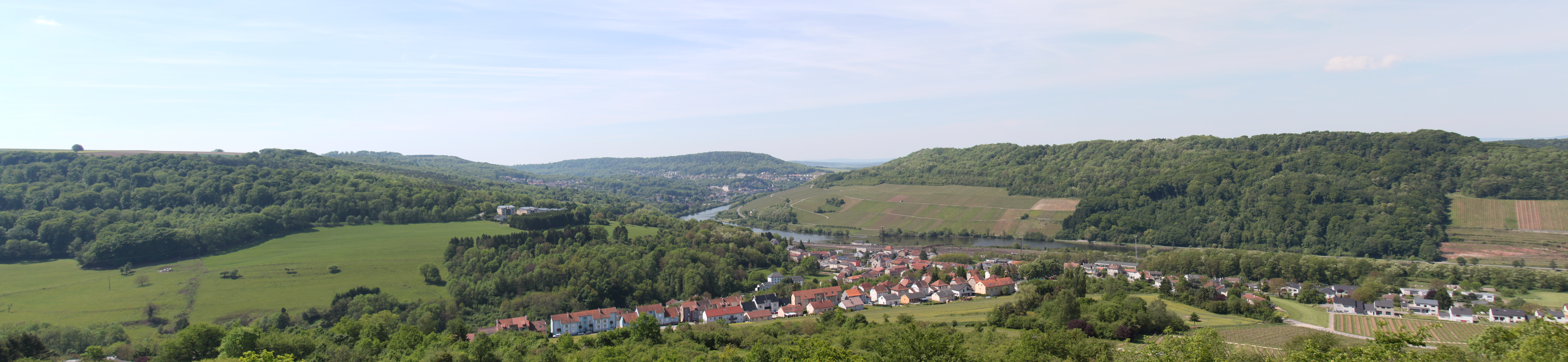
Panorama sur Apach, traversé par la Moselle, dans le nord.

### Infrastructures de transport

#### Réseau routier
- Réseau routier de la Moselle

Réseaux de bus
- LE MET' (agglomération de Metz)
- Transavold (agglomération de Saint-Avold)
- Citéline (agglomération de Thionville et vallée de la Fensch)
- Forbus (agglomération de Forbach)
- Cabus (agglomération de Sarreguemines)
- iSiBus (agglomération de Sarrebourg)
- Fluo Grand Est 57

#### Réseau ferroviaire
- Réseau ferroviaire de l’Alsace et de la Moselle

#### Aérien
- Aéroport de Metz-Nancy-Lorraine

#### Fluvial
- Canal de la Marne au Rhin
- Canal des mines de fer de la Moselle
- Canal des houillères de la Sarre

## Histoire

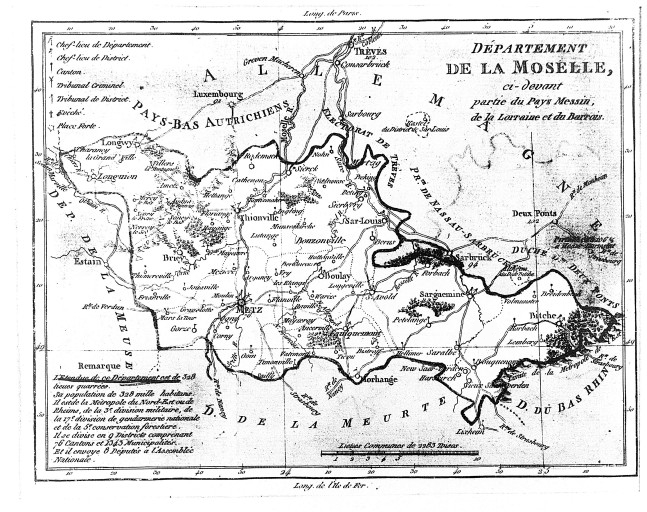
Carte de la Moselle, entre 1790 et 1793, peu après sa création.

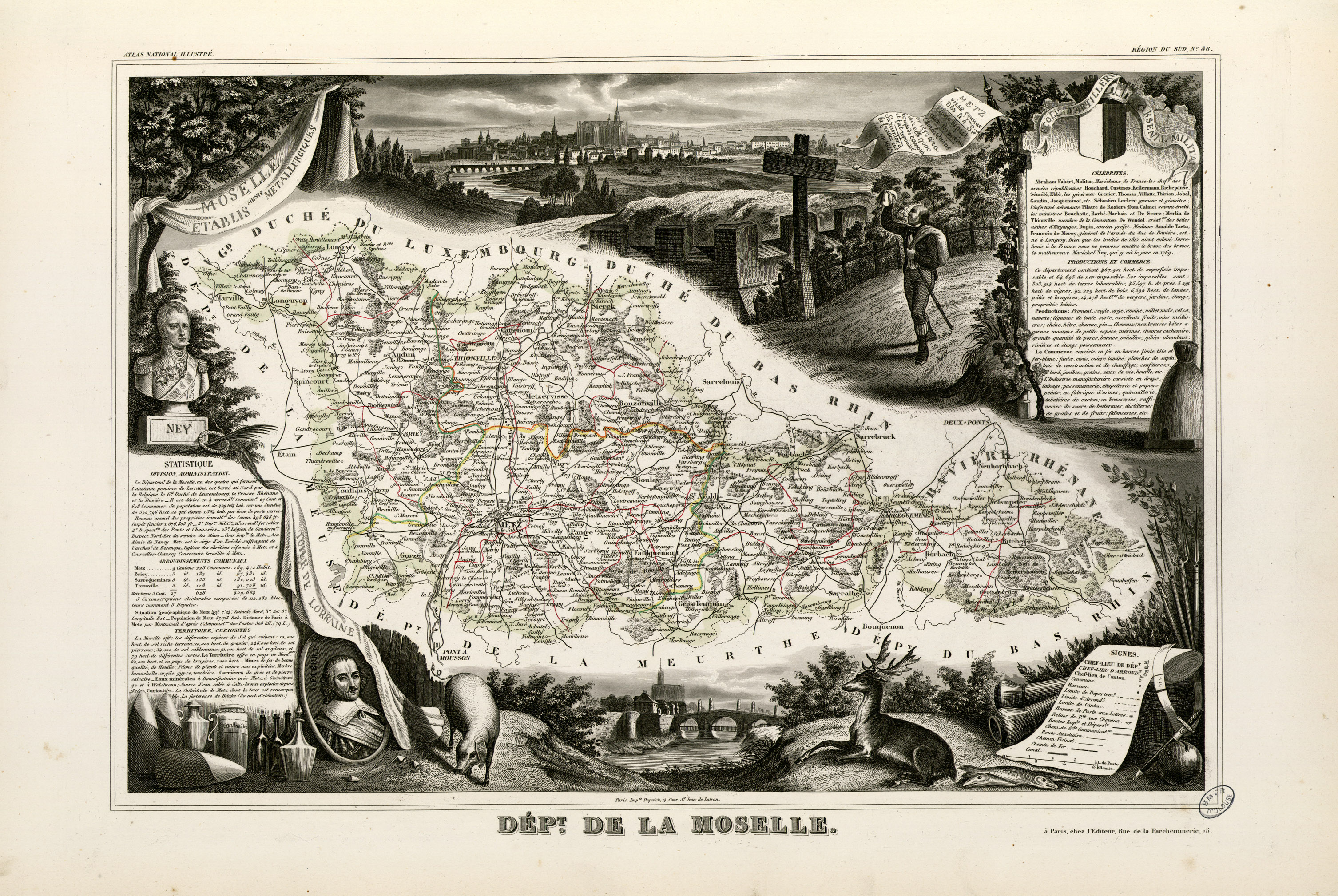
Carte de la Moselle en 1852 dans l'Atlas de Levasseur

La Moselle est l'un des 83 départements conçus à la Révolution française, le 4 mars 1790 en application de la loi du 22 décembre 1789, à partir notamment de la partie nord de la province de Lorraine et d'une partie de la province du Barrois, ainsi que de la principauté épiscopale de Metz. L'un de ses premiers préfets est le comte de Vaublanc, de 1805 à 1815. Le département est alors divisé en quatre arrondissements : Metz (chef-lieu du département), Briey, Sarreguemines et Thionville.

Carte de la Moselle 1790

Il connaît plusieurs rectifications de frontière jusqu'à la convention d'octobre 1829. D'autre part, trois de ses communes sont rattachées au Bas-Rhin : Bouquenom et Sarrewerden en novembre 1793, ainsi qu'Obersteinbach en 1833.

### Annexion par l'Allemagne
Conformément au traité de Paris de 1814, la Moselle perd au profit de la Prusse le canton de Tholey ainsi que sept communes du canton de Sierck-les-Bains. L'année suivante, dans le cadre d'un autre traité de Paris, les cantons de Relling et de Sarrelouis sont partiellement cédés aux Prussiens ; certains des villages et hameaux concernés redeviennent français en 1829.
Le 10 mai 1871, ce département est rayé de la carte à la suite du traité de Francfort, celui-ci ayant pour origine une défaite militaire contre les Allemands. À la suite de cette défaite, la création de l'Empire allemand fut proclamée le 18 janvier précédent, dans la galerie des Glaces du château de Versailles. La nouvelle Allemagne annexe la plus grande partie du département, ainsi qu'une part du département de la Meurthe et des Vosges. Seul l'extrême-ouest de la Moselle, correspondant à l'actuel arrondissement de Briey, reste français et forme avec les arrondissements du département de la Meurthe restés français, le nouveau département de Meurthe-et-Moselle. Les territoires devenus alors allemands comprennent non seulement la partie germanophone de la Lorraine, territoire dans lequel les habitants parlent le francique lorrain, ou Platt, mais aussi des régions où l'on parle français, comme le pays messin et la majeure partie du Saulnois. Les arrondissements existants depuis 1800 sont redécoupés, et l'on crée le district de Lorraine, correspondant à l'actuel département de la Moselle. Il forme alors, avec l'Alsace, l'Alsace-Lorraine, avec Strasbourg pour chef-lieu.
De là est né le mythe des « provinces perdues »[non neutre], correspondant en fait à cette nouvelle terre d’Empire, ou Reichsgebiet, dont l'appellation officielle allemande est Reichsland Elsass-Lothringen, dont les traces subsistent dans le droit local d'Alsace-Moselle. L'esprit de revanche, que nourrissait la perte de la Lorraine et de l'Alsace au sein de la population française et de sa classe politique, exalte en France un sentiment profondément germanophobe, propice aux velléités guerrières de la France. Lorsque la Première Guerre mondiale éclate, les Mosellans comme les Alsaciens sont naturellement incorporés dans les troupes allemandes, au sein desquelles la plupart d'entre eux a déjà accompli deux années de service militaire obligatoire. Entre 1914 et 1918, si 18 000 Alsaciens et Mosellans s'engagent dans l'Armée française, 380 000 Alsaciens-Lorrains, soit plus de 95 % des conscrits, nés Allemands se battent pour l'empire allemand jusqu’à la fin de la guerre. Pour éviter les désertions, la plupart sont envoyés sur le front russe. Leurs tombes sont aujourd'hui entretenues par le Volksbund Deutsche Kriegsgräberfürsorge. Ceci explique la spécificité des monuments aux morts du département, qui ne portent souvent que l'inscription lapidaire « À nos morts », en lieu et place du traditionnel « Morts pour la France ».

### Résurgence

Redécoupage des frontières départementales à la suite de l'annexion de 1871.

Entre l'armistice du 11 novembre 1918 et la promulgation du traité de Versailles le 10 janvier 1920, la Moselle est, juridiquement, un territoire sous occupation de l'armée française. Quand en 1919, le traité de Versailles rend à la France les territoires lorrains perdus, on ne reconstitue pas les anciens départements, mais le district de Lorraine devient le « Département de la Moselle », conservant les anciens arrondissements de Boulay-Moselle, Forbach, Metz, Sarreguemines et Thionville et ceux de Château-Salins et Sarrebourg, qui avant 1871, appartenaient à la Meurthe. Le département de Meurthe-et-Moselle reste de ce fait inchangé, conservant l'arrondissement « mosellan » de Briey.
Dans l'entre-deux-guerres, la Moselle reste traumatisée par les déchirures de la guerre et les dommages collatéraux des nationalismes.
Les intellectuels mosellans réagissent diversement au rattachement de la Moselle à la France. L'avocat Robert Schuman se montre conciliateur et recherche une synthèse entre le sentiment d'appartenance à la nation et les nombreuses spécificités alsaciennes-mosellanes. Il sera notamment l'un des architectes du Droit Local d'Alsace et de Moselle. D'autres par contre s’engagent sur la voie d’un nationalisme pro-français, revanchard et cocardier. D’autres  s’engagent sur la voie antagoniste d’un nationalisme pro-allemand, tout aussi vindicatif et belliqueux. D’autres enfin, comme Adrienne Thomas, Polly Maria Höfler (1907-1952), Ernst Mungenast ou Alfred Pellon, hésitent entre un pacifisme sincère, mais naïf, et un régionalisme culturel identitaire. Beaucoup de ces mouvements, plus ou moins autonomistes, seront ensuite largement exploités par les nazis. De nombreux communistes mosellans sont aussi impliqués dans le mouvement autonomiste, jusqu'à l'arrivée au pouvoir d'Hitler en Allemagne .Ce combat identitaire, souvent mené par des intellectuels idéalistes, qui s’inscrit parmi des courants de sensibilité à l’œuvre dans l’Europe entière, traduit aussi une crise d’identité propre à l’ensemble des Alsaciens-Lorrains.

### Seconde Guerre mondiale

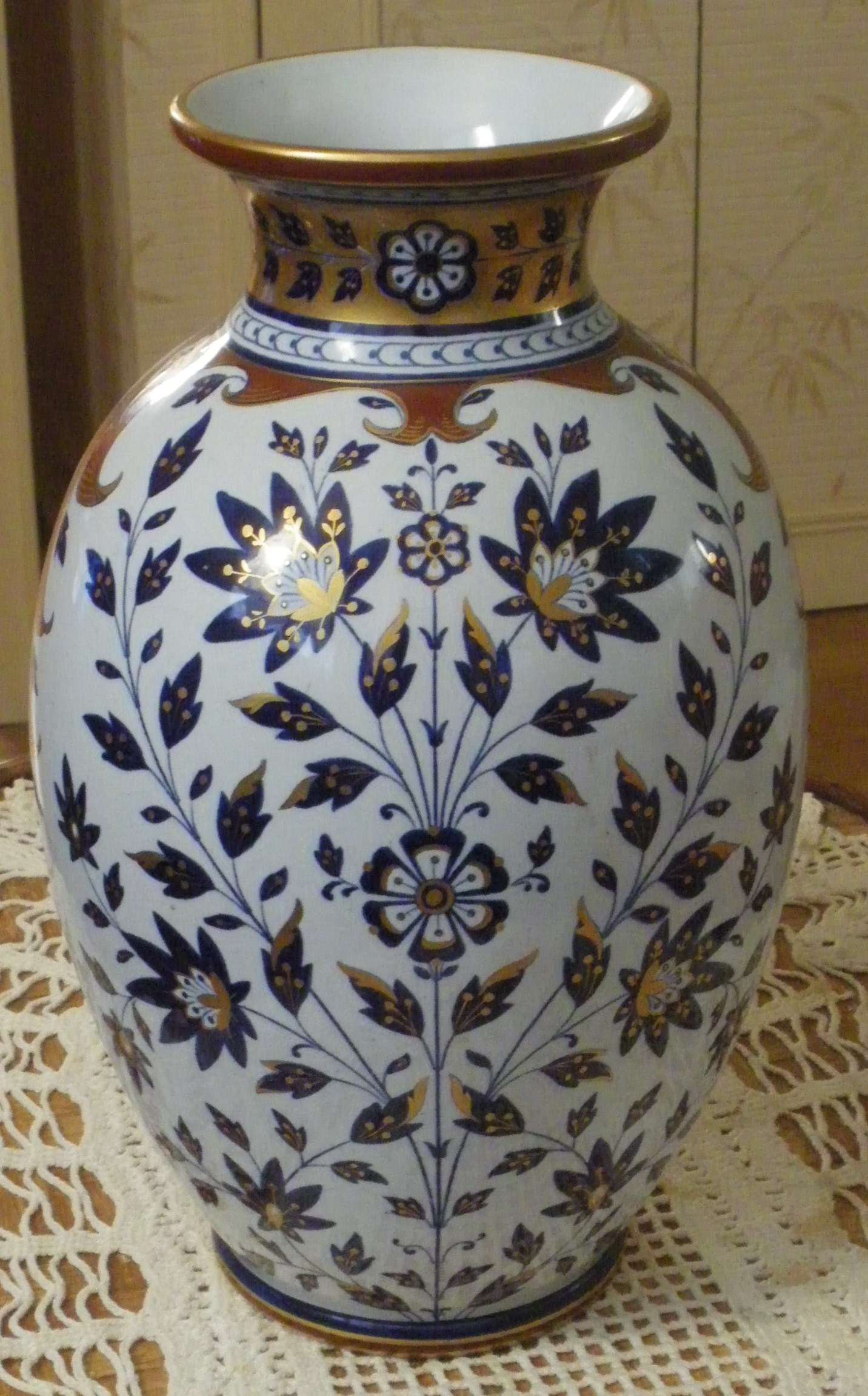
Modèle de vase en faïence de Sarreguemines.

La Moselle est touchée par la Seconde Guerre mondiale, dès la déclaration de guerre le 3 septembre 1939 : près de 30 % du territoire de la Moselle se trouve entre la Ligne Maginot et la frontière franco-allemande. 302 732 personnes, soit 45 % de la population du département, sont évacuées pendant le mois de septembre 1939 vers des départements du Centre et de l'Ouest de la France, essentiellement la Charente, la Charente inférieure, la Vienne, la Haute-Vienne et enfin la Haute-Loire qui accueillent les mineurs. L'ordre d'évacuation pour les villages frontaliers comme Oberdorff a été donné dès le 1er septembre. Parmi les quelque 300 000 évacués, 200 000 reviendront après la défaite.
Au cours de la Seconde Guerre mondiale, malgré l'armistice du 22 juin 1940, la Moselle est à nouveau annexée, en juillet de la même année, par l'Allemagne nazie. Elle n'est pas réunie à l'Alsace, qui subit le même sort, mais intégrée au Gau Westmark, la "Marche de l'Ouest", comprenant aussi la Sarre et le Palatinat, Sarrebruck en était le chef-lieu. L'importance de la population francophone en Moselle, ou tout simplement francophile, amène le Gauleiter Bürckel à procéder à des expulsions massives vers la France. L'évêque de Metz, Joseph-Jean Heintz, expulsé dès le mois d'août, en est un bon exemple. Moins bien traités que les Alsaciens, les Lorrains expulsés se félicitèrent bientôt de leur destin quand, en 1942, les jeunes Mosellans restés ou retournés au pays furent soumis à l'incorporation de force dans les armées allemandes.
Comme dans le reste de la France, plusieurs types de résistance à l'annexion virent le jour, prenant parfois la forme de groupes organisés et structurés, comme le Groupe Mario, animé par Jean Burger, ou le Groupe Derhan. Au cours de ces années noires, plus de dix mille Mosellans furent déportés dans des camps, notamment dans les Sudètes, pour s'être opposés publiquement à l'annexion en janvier 1943. Si des villages lorrains furent libérés dès le début de septembre 1944, au début de la Bataille de Metz, la ville elle-même ne fut libérée que le 21 novembre et il fallut attendre le mois de mars 1945 pour voir les combats cesser dans le nord-est du département.
Le bilan matériel de la guerre est très lourd en Moselle. À partir du printemps 1944, les bombardiers américains se sont succédé par vagues au-dessus de la Moselle, faisant d’énormes dégâts collatéraux. Si les populations civiles furent durement touchées, les dégâts matériels furent plus grands encore. Les dévastations sont généralisées dans la vallée de la Seille, entre Dieuze et Metz, et au nord d'une ligne Forbach-Bitche. 23 % des communes de la Moselle furent détruites à plus de 50 %, et 8 % des communes le furent à plus de 75 %. Dans la seule journée du 9 novembre 1944, un total de 1 299 bombardiers lourds B-17 et B-24 déversèrent 3 753 tonnes de bombes, de 1 000 à 2 000 livres, sur les ouvrages fortifiés de la Moselstellung et les points stratégiques situés dans la zone de combat de la IIIe armée. Ce funeste ballet aérien ne prendra fin, au-dessus de la Moselle, qu’en mars 1945, lorsque le département sera entièrement libéré.

## Droit local, concordat et «Eurodépartement»
À l'instar du Bas-Rhin et du Haut-Rhin, le département de la Moselle dispose depuis 1919 d'un droit local spécifique : le droit local Alsacien-Mosellan. Héritier à la fois de lois napoléoniennes et de lois allemandes de l'époque du Reichsland Elsaß-Lothringen, ce dernier concerne notamment les cultes (concordat Alsacien-Mosellan), le remboursement des dépenses de santé, l'aide sociale, l'organisation de la justice, le notariat, le livre foncier, le droit communal, l'apprentissage, le droit du travail, des associations et de la chasse ; il donne également droit à deux jours fériés supplémentaires (le 26 décembre et le Vendredi saint).
À la suite d'un vote à l'unanimité par ses membres le 9 mai 2019, le conseil départemental mosellan s'engage dans la voie de transformer la Moselle en un « Eurodépartement » bénéficiant de compétences élargies. Ce projet peut se concrétiser si une révision constitutionnelle créant un « droit à la différenciation » est mis en place, ou bien si l'État reprend la voie suivie pour l'instauration de la collectivité européenne d'Alsace qui voit le jour en  2021.

## Économie
Pour développer l’économie locale, la Chambre de commerce et d'industrie de la Moselle a mis en place le site « Achat-Moselle » dans les années 2000. Achat-Moselle est une réponse concrète de la CCI de la Moselle, adaptée aux enjeux du commerce électronique pour le commerce de proximité. Ce dispositif leur permet aux professionnels du commerce du département de créer un site internet pour être visible sur ce canal et développer leur activité. Un projet labellisé « Meilleure pratique européenne » par la Commission européenne.

## Démographie
Les habitants de la Moselle sont les Mosellans.

En 2022, le département comptait 1 050 721 habitants, en évolution de +0,52 % par rapport à 2016 (France hors Mayotte : +2,11 %).
| 1791 | 1801    | 1806    | 1821 | 1826 | 1831    | 1836    | 1841    | 1846 |
| ---- | ------- | ------- | ---- | ---- | ------- | ------- | ------- | ---- |
| -    | 348 131 | 385 949 | -    | -    | 417 003 | 427 250 | 440 312 | -    |

| 1851    | 1856    | 1861    | 1866    | 1872    | 1876    | 1881    | 1886    | 1891    |
| ------- | ------- | ------- | ------- | ------- | ------- | ------- | ------- | ------- |
| 459 684 | 451 152 | 446 457 | 452 157 | 490 459 | 480 250 | 492 713 | 489 729 | 510 392 |

| 1896    | 1901    | 1906    | 1911    | 1921    | 1926    | 1931    | 1936    | 1946    |
| ------- | ------- | ------- | ------- | ------- | ------- | ------- | ------- | ------- |
| 524 885 | 564 829 | 615 790 | 655 211 | 589 120 | 633 461 | 693 408 | 696 246 | 622 145 |

| 1954    | 1962    | 1968    | 1975      | 1982      | 1990      | 1999      | 2006      | 2011      |
| ------- | ------- | ------- | --------- | --------- | --------- | --------- | --------- | --------- |
| 769 388 | 919 412 | 971 314 | 1 006 373 | 1 007 189 | 1 011 302 | 1 023 447 | 1 036 776 | 1 045 146 |

| 2016      | 2021      | 2022      | - | - | - | - | - | - |
| --------- | --------- | --------- | - | - | - | - | - | - |
| 1 045 271 | 1 049 942 | 1 050 721 | - | - | - | - | - | - |

Son chef-lieu est sa commune la plus peuplée, Metz (121 695 habitants en 2022), sa commune la moins peuplée est Molring (9 habitants en 2022).
La Moselle est un département densément peuplé, dont le développement industriel a fait apparaître de nombreuses villes moyennes. Hormis Metz, principale ville possédant une très longue histoire, et dont l'agglomération s'étend de plus en plus loin le long de la Moselle, les autres grandes agglomérations sont Thionville et Forbach, qui doivent leur importance à la sidérurgie et à la houille. C'est ce qui explique aussi le recul de ces villes à partir des années 1970, avec la désindustrialisation. Thionville semble avoir réussi sa reconversion et retrouvé la croissance (la ville, ancienne possession luxembourgeoise, bénéficie de la proximité du Grand-Duché de Luxembourg, grand pourvoyeur d'emplois). L'ouest de son agglomération ainsi que l'agglomération de Forbach sont encore en déclin relatif.
Entre ces grandes agglomérations s'est développé un réseau de villes secondaires, surtout dans le nord (Sarreguemines, Saint-Avold). Le sud du département, notamment le Saulnois, (qui fit autrefois partie de la Meurthe), est resté plus rural. La seule ville importante y est Sarrebourg.
Environ 50 000 Mosellans quittèrent leur département entre 1825 et 1850. Cela principalement pour migrer vers les États-Unis et Paris.
Après avoir connu une très forte croissance de sa population dans les années 1950 et 1960, passant de 622 145 habitants en 1946 à 971 314 en 1968, la Moselle a connu un solde migratoire négatif, même si l'excédent naturel l'a compensé, de sorte que la population totale a continué à augmenter légèrement mais régulièrement, dépassant désormais le million d'habitants.

### Communes les plus peuplées
| Nom                | Code Insee | Intercommunalité               | Superficie (km2) | Population (dernière pop. légale) | Densité (hab./km2) | Modifier                                    |
| ------------------ | ---------- | ------------------------------ | ---------------- | --------------------------------- | ------------------ | ------------------------------------------- |
| Metz               | 57463      | Eurométropole de Metz          | 41,94            | 121 695 (2022)                    | 2 902              | modifier les données · modifier les données |
| Thionville         | 57672      | CA Portes de France-Thionville | 49,88            | 42 778 (2022)                     | 858                | modifier les données · modifier les données |
| Montigny-lès-Metz  | 57480      | Eurométropole de Metz          | 6,70             | 21 869 (2022)                     | 3 264              | modifier les données · modifier les données |
| Forbach            | 57227      | CA de Forbach Porte de France  | 16,32            | 21 111 (2022)                     | 1 294              | modifier les données · modifier les données |
| Sarreguemines      | 57631      | CA Sarreguemines Confluences   | 29,67            | 20 324 (2022)                     | 685                | modifier les données · modifier les données |
| Yutz               | 57757      | CA Portes de France-Thionville | 13,97            | 17 497 (2022)                     | 1 252              | modifier les données · modifier les données |
| Hayange            | 57306      | CA du Val de Fensch            | 12,21            | 16 013 (2022)                     | 1 311              | modifier les données · modifier les données |
| Saint-Avold        | 57606      | CA Saint-Avold Synergie        | 35,48            | 14 828 (2022)                     | 418                | modifier les données · modifier les données |
| Fameck             | 57206      | CA du Val de Fensch            | 12,45            | 14 759 (2022)                     | 1 185              | modifier les données · modifier les données |
| Woippy             | 57751      | Eurométropole de Metz          | 14,58            | 14 394 (2022)                     | 987                | modifier les données · modifier les données |
| Freyming-Merlebach | 57240      | CC de Freyming-Merlebach       | 9,06             | 13 069 (2022)                     | 1 442              | modifier les données · modifier les données |
| Creutzwald         | 57160      | CC du Warndt                   | 26,72            | 12 389 (2022)                     | 464                | modifier les données · modifier les données |
| Sarrebourg         | 57630      | CC de Sarrebourg - Moselle Sud | 16,40            | 12 274 (2022)                     | 748                | modifier les données · modifier les données |
| Florange           | 57221      | CA du Val de Fensch            | 13,16            | 11 891 (2022)                     | 904                | modifier les données · modifier les données |
| Maizières-lès-Metz | 57433      | CC Rives de Moselle            | 8,82             | 11 725 (2022)                     | 1 329              | modifier les données · modifier les données |

## Originalité du bilinguisme mosellan

Ancienne frontière linguistique de Moselle (vers 1630).

Situation des principaux dialectes de Moselle

Plusieurs langues sont utilisées en Moselle.

### Langues
Les principales sont :
- le français (langue officielle de la République) ;
- l'allemand standard (ou Hochdeutsch). Son usage reste exceptionnel (offices religieux liés aux cultes, publications et chants) ;
- les dialectes romans lorrains, faisant partie des langues d'oïl, sont en déclin depuis les années 1930 ;
- les trois formes dialectales du francique lorrain (ou Lothringer Platt), qui font partie du groupe du moyen-allemand occidental, sont en lent déclin depuis 1945. Au début du XXIe siècle, elles reprennent toutefois quelque ampleur dans certaines zones du département[31],[32] ;
- il existe par ailleurs, dans une douzaine de localités du sud-est du département, un usage ponctuel d'un dialecte bas-alémanique qui est similaire à celui d'Alsace.

Historique :
- En 1790, le bilinguisme administratif est appliqué et l'usage du « Platt » est constant.
- En 1794 une loi (reprise plus tard par Napoléon Bonaparte) interdit tout acte officiel en une langue autre que le français. Néanmoins les archives et registres montrent certains écarts avec ce principe.
- 1850 : le français gagne du terrain mais le catéchisme et les cultes se font en allemand dans les territoires de tradition germanophone. La population cultivée lit indistinctement des publications en français et en allemand. Le dialecte est la langue du quotidien.
- 1864 : D'après un rapport de la préfecture, il y avait à cette date près de 80 000 habitants du département qui ne savaient toujours pas parler le français[33],[n 10]
- 1871 : Le Traité de Francfort donne une partie de la Lorraine à l'Allemagne (actuel département de la Moelle). Les fonctionnaires et militaires retournent en France. Certains Mosellans "optent" pour la France. La culture allemande commence à s'introduire peu à peu, des colons allemands commencent à s’installer dans les villes qui s’industrialisent.
- 1872 : l'école devient tout à fait allemande. Le « platt » reste la langue du quotidien.
- 1915 : La dictature militaire entraîne une germanisation brutale de la population.
- 1918 : le français s'impose au retour de la Lorraine à la France. L'enseignement se met en place autoritairement en français.
- 1926 : les écoliers de Moselle-Est suivent encore 3 heures d’enseignement d'allemand par semaine. Le catéchisme et les cultes se font souvent en allemand. Le président Raymond Poincaré prônera un bilinguisme français/dialecte ce qui entraînera une réaction hostile des députés et des évêques. La situation restera inchangée jusqu'au début de la Seconde Guerre mondiale.
- 1940 : la Moselle est annexée au Troisième Reich. Les cours doivent se faire en allemand (« Hochdeutsch ») uniquement. Des enseignants de langue maternelle allemande sont mis en place dans de nombreuses écoles. Le français est interdit et son usage est verbalisé. Les actes se font désormais uniquement en allemand. Le dialecte (« platt ») continue d'être utilisé par la population.
- Après 1945 : on assiste à une francisation forcée. Des instituteurs de langue française (comme l'illustrateur et écrivain Jean Morette) remplacent ceux mis en place par l'occupant. La loi de 1926 sur l'enseignement de l’allemand à l’école restera provisoirement suspendue jusqu'en 1972, date à laquelle l'enseignement de l'allemand réapparaîtra timidement au primaire (méthode Holderith). L'allemand est aussi utilisé parfois ponctuellement lors de certains cultes. Le dialecte (« platt ») connaît un long déclin et ne survit que dans les échanges quotidiens de la population âgée et dans certaines manifestations populaires (théâtre, chants et poésies).

Le département de la Moselle ne constitue ainsi pas un ensemble culturel homogène, car à cheval sur ces deux régions linguistiques et culturelles qui composent la Lorraine administrative : la Lorraine thioise de langue francique lorraine ou Lorraine allemande, dite plus communément germanophone ou « de dialecte germanique », et la Lorraine francophone, dite « latine ou romane » et « de patois roman ». Une frontière linguistique coupe le département en deux parties quasi égales au XXe siècle : 
- la Moselle romane de Metz et Château-Salins ;
- la Moselle francique et germanophone bordant le Luxembourg, l'Allemagne et l'Alsace.

Metz et les « pays » de Moselle francophone se reconnaissent dans leurs confrères meurthe-et-mosellans et meusiens par la culture, l'architecture (excepté l'épisode marquant de l'annexion de Metz à l'Allemagne) et le patois (le patois de Nancy étant de la même famille que le patois messin, tous les deux étant des patois romans). La pseudo-frontière « culturelle » qui séparerait la Moselle romane de la Meurthe-et-Moselle n'est donc qu'un leurre issu de l'annexion de 1871. Les ethnologues et historiens tracent cette frontière linguistique à 25 km à l'est de Metz. La Moselle est ainsi un territoire administratif partagé entre deux cultures et traditions : l'une romane (avec un particularisme à Metz) et l'autre germanique ou autrement dit francique.
On notera cependant les ravages de l'histoire : Nancy doit sa prospérité et notamment son université à l'annexion de Metz et de Strasbourg à l'Allemagne en 1871. Quatre fois, en l'espace de 75 ans, Metz perdit son élite et ses habitants les plus dynamiques. Cela eut un effet très négatif sur son développement. Un antagonisme virulent oppose encore les deux villes lorraines (cf les discussions sur la gare de Lorraine TGV). Il se trouve encore des Nancéiens pour traiter les Messins de « Boches » à cause de l'annexion, et des Messins pour traiter les Nancéiens de « Polonais » à cause du roi Stanislas Leszczynski.
Les pays de Thionville, de Sarrebourg, de Boulay, de Saint-Avold, de Forbach, de Sarreguemines et de Bitche, quant à eux, ont une culture lorraine fortement influencée par les cultures, architectures et dialectes germaniques et partagent une proximité culturelle avec leurs voisins du Luxembourg, de la Sarre, du Palatinat et de l'Alsace.
La frontière linguistique séparant les deux Moselles et les deux Lorraines, à l'Est, est très nette. Ainsi, à l'Est de Courcelles-Chaussy, la commune de Raville est considérée comme dernier village de Moselle romane avant la Moselle germanophone. Puis on passe à Fouligny (anciennement Fullinga et Filling) , commune signalée comme étant toujours germanophone dans les années 1990, ainsi qu'en 2012 où il persiste encore des habitants germanophones. Ensuite le prochain village est Marange-Zondrange, puis Zimming et enfin Bambiderstroff. Le changement de toponyme est radical. D'autre part, l'architecture du pays messin, marquée par des façades de pierre ocre (pierre de Jaumont) et de toit à pente relativement faible et propre au reste de la Lorraine romane, contraste très vite avec une architecture plus germanique. Les accents changent d'un village à l'autre. Ainsi les habitants de Servigny-lès-Raville ou de Herny, villages où l'on parlait le patois messin, n'ont pas l'accent germanique des habitants de Bambiderstroff et Mainvillers (Maiwilla), villages de dialecte francique (germanique) situé seulement quelques kilomètres plus loin.
L'expression des anciens de Courcelles-Chaussy (pays messin) Après Fouligny, révise ton allemand ! traduit bien la ténacité de cette frontière linguistique. Mais en réalité les communes situées le long de cette frontière étaient plus ou moins bilingues, comme Fouligny. Car les habitants de chaque côté de la frontière étaient plus ou moins amenés à avoir certaines relations communes, chose qui se remarque dans le vocabulaire des dialectes locaux.
Au nord de Metz, la frontière linguistique est floue et a aujourd'hui, quasiment disparu pour se cantonner au niveau d'Algrange, qui est la commune la plus au sud-ouest de la zone germanophone de Thionville. il y a également les localités de Rédange, Russange et Nondkeil qui étaient germanophones au moins jusque dans les années 1980.
Cette diversité reste un atout majeur pour ce département situé au cœur de l'Europe occidentale. Les vicissitudes de l'histoire et des affrontements divers ont, dans la modernité, abouti à une forme d'identité mosellane commune. Celle-ci fait aujourd'hui la part belle à la biculturalité, à un consensus autour d'une situation interculturelle très originale, entre deux grandes civilisations européennes.

### Francisation

Communes mosellanes avec une terminaison romane :
-ey prononcé /ɛ/
-y ou -ey prononcé /ei/
-ville
-court
-villers

Communes mosellanes avec une terminaison germanique suivant la transcription lorraine :
-en
-ange
-ing
-troff
-ach
-viller

Communes mosellanes avec une terminaison germanique suivant la transcription alsacienne :
-heim
-house

Dans cette partie de la Moselle appelée la Moselle thioise ou allemande les suffixes -ingen des villages lorrains furent, au fil des siècles et par l'influence de la proximité avec le royaume de France, francisé en -ange. Ainsi Mörchingen devint Morhange et Hagendingen devint Hagondange. Ce phénomène s'observe également en Meurthe-et-Moselle (Bezange-la-Grande, Godbrange et Herserange), dans les Vosges (Relanges), en Belgique, au sud du Luxembourg, ainsi que dans quelques localités de Moselle germanophone proche de la frontière linguistique (alentours de la commune de Boulay-Moselle par exemple).
ange étant la francisation la plus courante des -ing et -ingen, il y a également d'autres cas, en -in : Lorquin, Reclin, Lidrequin, Chevalin; en -ain : Barchain; en -gny : Fouligny, Ibigny, Hattigny; en -ey : Foulcrey; en -ay : Donnelay; en -ville : Raville; en -court : Vaudoncourt, Vannecourt, Chicourt, Plappecourt, Holacourt, Gelucourt, etc.
Même chose pour les toponymes en -viller qui sont restés orthographiés -willer (parfois -weiller), jusqu'à la fin du XIXe siècle dans les Bulletin des lois de la république et les dictionnaires.
La transcription choisie des toponymes est très corrélée avec le dialecte local. Ainsi, on retrouve les terminaisons en -ange, -ing, -troff, -dorff, -ach et -viller dans les localités où est historiquement parlé le francique lorrain (-house et -heim uniquement dans la zone du francique rhénan) ; celles en -y, -ey, -court, -ville et -villers sont pour la plupart situées dans la zone du lorrain roman.
Voir :
- Culture de la Lorraine
- Lorrain roman
- Correspondance des toponymies lorraines en français et en allemand
- Correspondance des toponymies lorraines en français et en luxembourgeois
- Moselle germanophone, Lorraine allemande, Bailliage d'Allemagne

## Culture

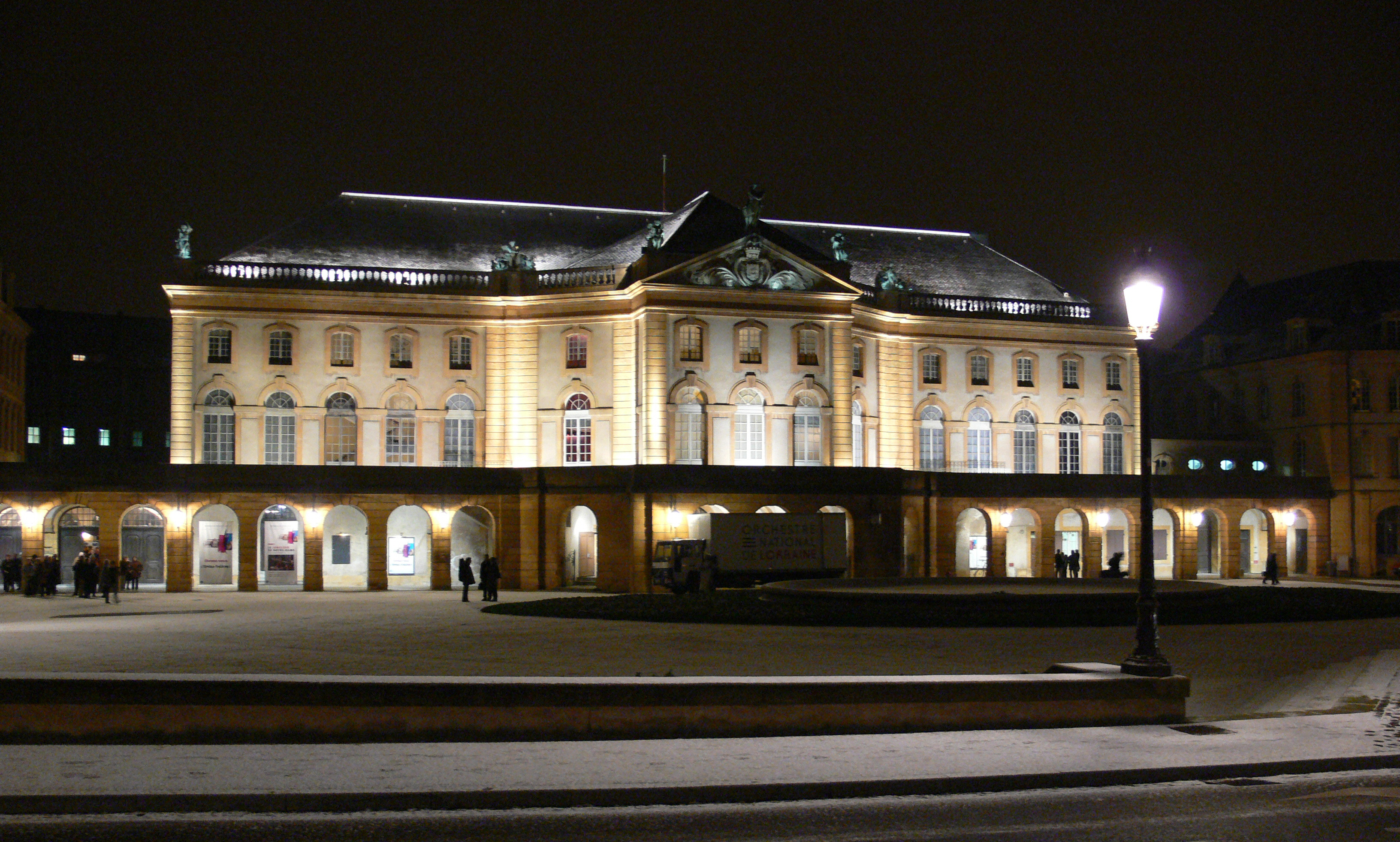
Opéra-Théâtre de Metz en pierre de Jaumont.

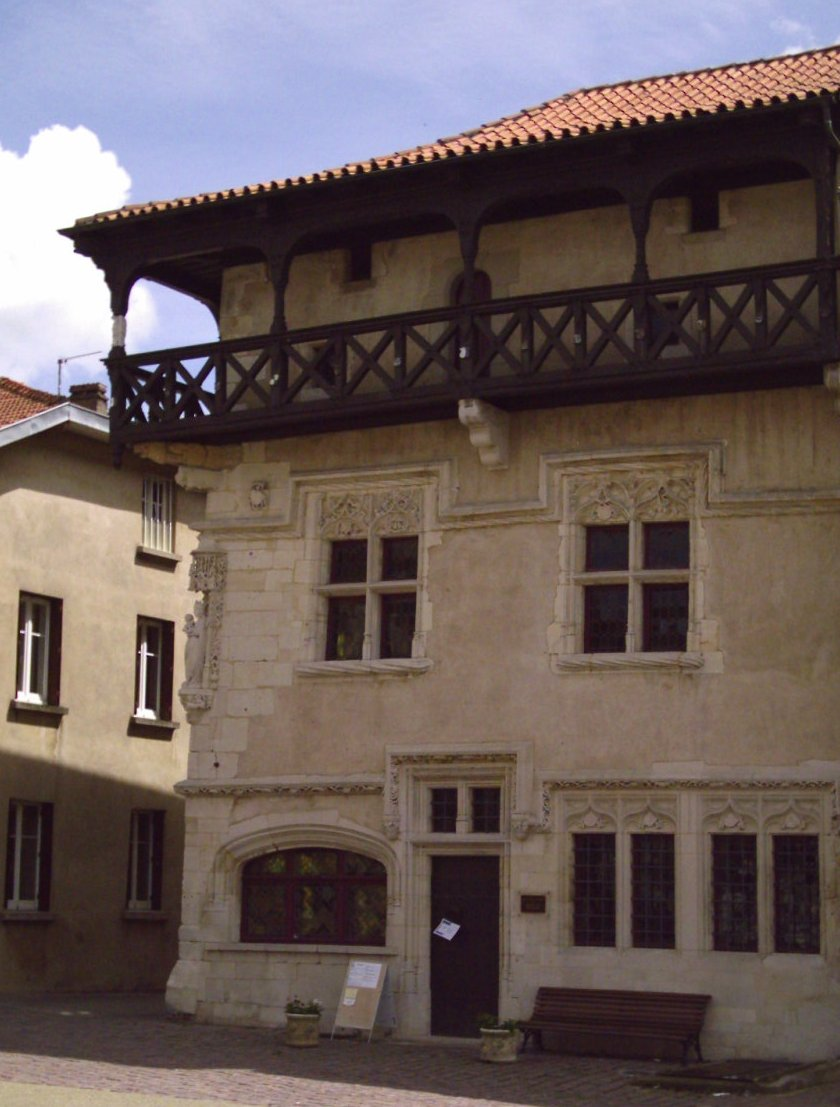
Hôtel de la monnaie à Vic-sur-Seille.

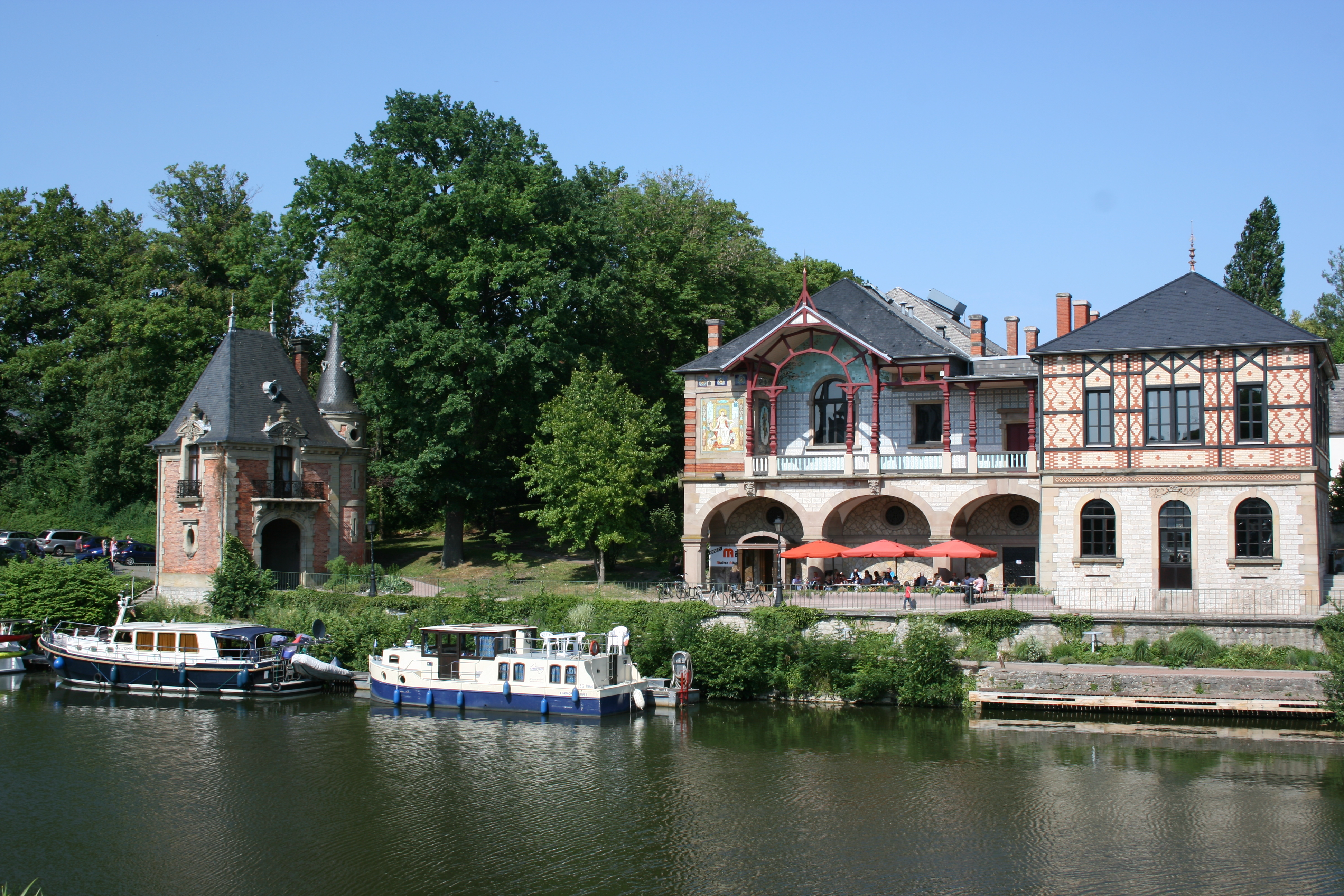
Casino et Pavillon de Geiger à Sarreguemines.

La vie culturelle mosellane est bien représentée dans le département par des festivals, parfois aussi bien issu du folklore local que d'une culture d'immigration dans les pays miniers.
La Moselle-est conserve de nombreuses traditions locales comme les fêtes de la Kirb, célébrées en début octobre dans les milieux ruraux par des fêtes foraines et des repas festifs, ou la cavalcade de Sarreguemines le jour du Mardi gras. Du côté de Metz, le festival emblématique reste celui des fêtes de la Mirabelle fin août, mais se déroulent également des événements autour des arts et du spectacle, notamment durant l'été avec « HopHopHop » et la « journée Extra-Large », de plus en automne les scènes messines des Trinitaires et depuis 2014 de la BAM produisent deux séries de concerts à savoir « Musiques volantes » et « Metz en fête ». Dans l'ancien bassin minier, a lieu chaque année le festival du film arabe de Fameck en raison de l'importante communauté immigrée au XXe siècle.
C'est en Moselle par ailleurs que se trouve le plus ancien théâtre de France, encore en activité. L'opéra-théâtre de Metz date en effet du XVIIIe siècle et a depuis toujours gardé sa vocation d'origine. Outre l'opéra-théâtre, Metz est dotée d'une importante salle de spectacle, l'Arsenal où se représentent de nombreux artistes nationaux et internationaux de divers genres : aussi bien des humoristes que des orchestres symphoniques. La ville de Thionville quant à elle est dotée de l'organisme du NEST (Nord-Est Théâtre) qui regroupe le grand théâtre de la ville et un petit théâtre en bois et propose des productions théâtrales très diverses et souvent peu communes.

## Tourisme
Depuis plus de vingt ans[Quand ?] le Conseil départemental de la Moselle a engagé une véritable politique de développement touristique dans le département. La réalisation de zones de loisirs, de structures d’hébergement (hôtels, gîtes…), ainsi que divers équipements touristiques et l’ouverture de sentiers de randonnée et de pistes cyclables ont permis d’accroître sensiblement la fréquentation touristique en Moselle.
Aux côtés du Conseil départemental, l'Agence de développement et de réservation touristiques de la Moselle (Moselle Tourisme) est chargée de mettre en œuvre certaines actions de promotion, de commercialisation. Moselle Tourisme est membre du Réseau national des destinations départementales. De nombreux autres partenariats sont activés, en particulier avec les collectivités locales et les professionnels du tourisme. Moselle Tourisme est copropriétaire du Système d'information touristique - Lorraine (SITLOR), dont les objectifs sont la collecte de l'offre touristique régionale et sa diffusion auprès du grand public.

### Les résidences secondaires
Selon le recensement général de la population du 1er janvier 2008, 1,8 % des logements disponibles dans le département étaient des résidences secondaires.
Ce tableau indique les principales communes de la Moselle dont les résidences secondaires et occasionnelles dépassent 10 % des logements totaux en 2008 :
| Commune             | Population SDC | Nombre de logements | Résidences secondaires | % résidences secondaires |
| ------------------- | -------------- | ------------------- | ---------------------- | ------------------------ |
| Rhodes              | 86             | 435                 | 396                    | 91,14 %                  |
| Sturzelbronn        | 194            | 381                 | 296                    | 77,67 %                  |
| Diane-Capelle       | 222            | 348                 | 250                    | 71,78 %                  |
| Mittersheim         | 583            | 927                 | 645                    | 69,66 %                  |
| Langatte            | 473            | 574                 | 383                    | 66,64 %                  |
| Holving             | 1 198          | 855                 | 322                    | 37,65 %                  |
| Baerenthal          | 720            | 539                 | 172                    | 31,89 %                  |
| Puttelange-aux-Lacs | 3 168          | 1 642               | 270                    | 16,44 %                  |
| Dabo                | 2 648          | 1 538               | 228                    | 14,83 %                  |

Sources :
- Source INSEE, chiffres au 01/01/2008.

## Média

### Presse écrite

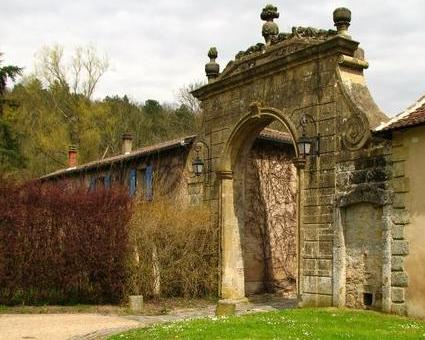
L’abbaye cistercienne de Villers-Bettnach. Porte Coislin datant du XVIIIe siècle.

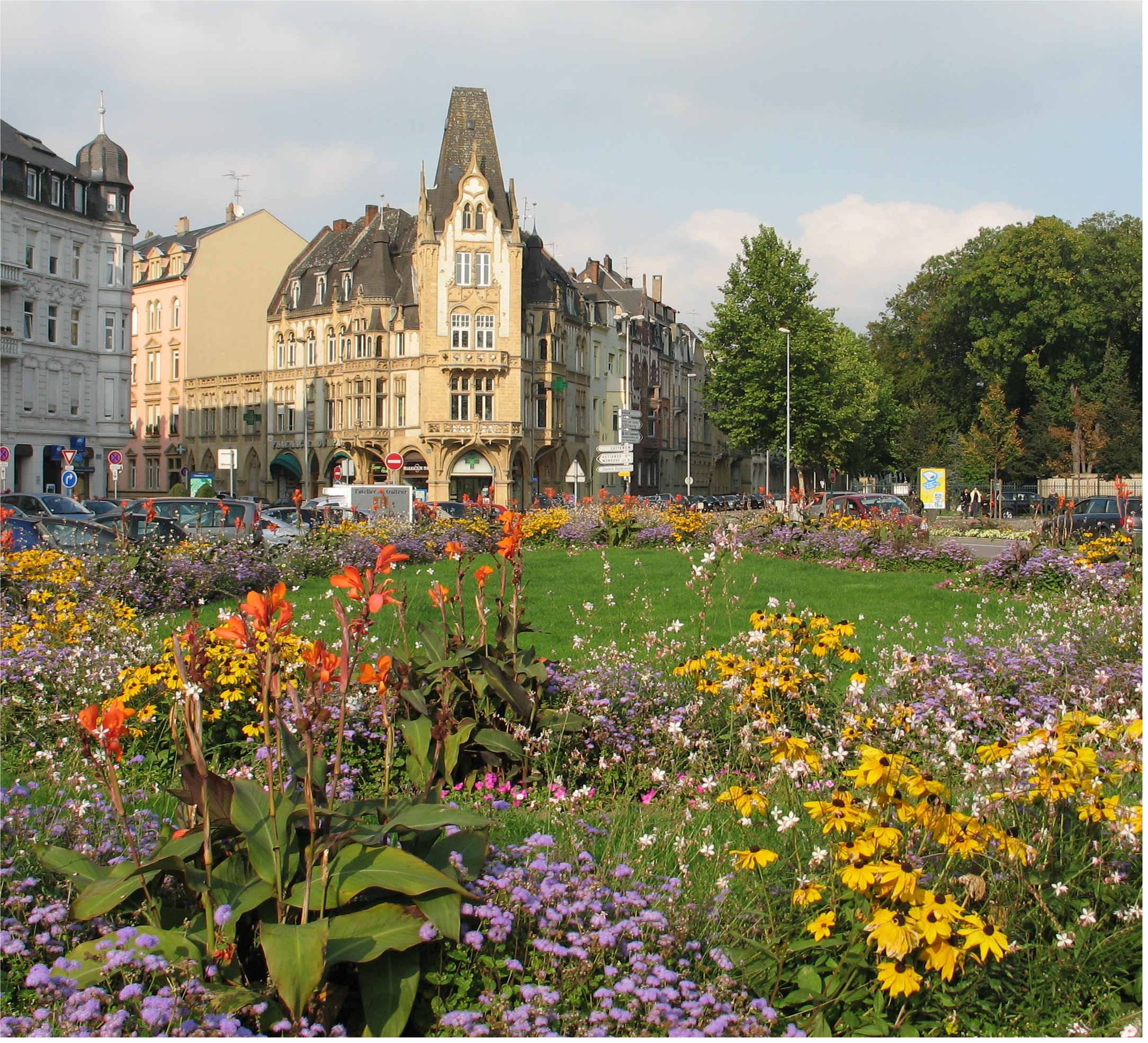
Thionville à proximité du Luxembourg.

- Le Républicain lorrain
- L'Est républicain
- La Semaine
- L'Ami hebdo
- Revue Lorraine Populaire

### Radio
- RPL Radio de Pont-à-Mousson à Thionville
- RCF Jerico Moselle
- France Bleu Lorraine Nord 98.5 FM et 98.8 FM à Forbach en remplacement de FIP du groupe Radio France
- Direct FM (radio officielle du FC Metz sur le 92.8 FM)
- LOR' FM à Thionville et Briey
- Radio Mélodie à Sarreguemines et Forbach.

#### Radios bilingues
- Radio Studio 1 à Bitche - Volmunster
- Radio Mélodie sur Sarreguemines, Bitche, Creutzwald, Stiring-Wendel

### Télévision

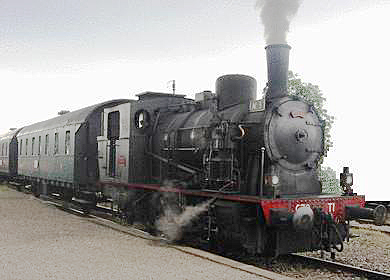
Locomotive Krupp : 030 T 741, de 1931, du Chemin de Fer de la vallée de la Canner.

Les télévisions locales sont historiquement importantes en Moselle. On peut l'expliquer par la présence de la chaîne RTL TV dans les années 1990, dont la principale cible était la Lorraine, mais également par le fait que le département dispose d'un réseau câblé développé. Par conséquent, de nombreuses communes disposent d'un canal local. Il y a deux chaînes locales à rayonnement départemental, à savoir Moselle TV et France 3 Lorraine (édition locale de Metz), Mosaïk-Cristal qui diffuse sur l'arrondissement de Sarreguemines et TV8 Moselle-Est sur les secteurs de Forbach et Freyming-Merlebach. De nombreuses communes de plus petite taille disposent également d'un canal local, par exemple :
- RTV (Rombas)
- Regards sur la Ville (Talange)
- HVS (Hombourg-Haut)
- CVS (Creutzwald)

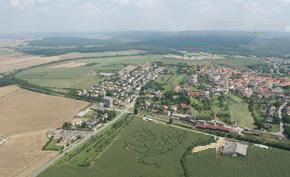
Labyrinthe végétal à Vigy : une représentation du Graoully en 2005.

- Méga-Infos (Sivom Algrange-Nilvange)
- Reflets (chaine locale de Cattenom et environs)

#### Télévision locale en TNT
Le CSA a lancé le 19 septembre 2007 une consultation auprès des acteurs publics et privés concernés afin de recueillir leurs remarques en vue de la diffusion hertzienne en mode numérique de télévisions locales (TNT). Cette consultation avait également pour objet, dans le cadre de la préparation des futurs appels aux candidatures et de la planification en cours pour l'extension de la couverture de la TNT, de connaître les projets de télévisions locales existants ou en cours d'élaboration, en précisant la ou les zones concernées. Les contributions étaient attendues pour le 30 novembre 2007. Ont répondu : TV8 Moselle, Communauté d'agglomération Forbach Porte de France, département de la Moselle, Canal local Mosaïk, TV2M, canal local TV Cristal à Bitche, canal local à Bischwiller, Communauté de communes Freyming-Merlebach.
Une seule et même chaîne, Moselle TV, existe sur le canal local TNT réservé sur le R1. Cette même chaine doit diffuser sur les émetteurs : Forbach, Longwy, Metz et Verdun (en Meuse) et couvre le département de la Moselle, le nord de la Meuse, le sud du Luxembourg, l'ouest de L'Allemagne.
Diffuser sur quatre émetteurs TNT plus les réémetteurs a un coût élevé, qui représente la totalité du budget d'une chaine locale existante.
Les chaînes locales existantes produisent, diffusent et rediffusent en moyenne 30 minutes de programmes quotidiens. Cependant une syndicalisation des programmes permet l'échange entre chaînes de leurs émissions et de leurs reportages.
Ainsi, les chaînes accroissent leur programmation mais les sujets échangés ne correspondent plus au bassin de population visé.

## Politique et administration
- Liste des députés de la Moselle
- Liste des préfets de la Moselle
- Liste des sénateurs de la Moselle
- Liste des conseillers départementaux de la Moselle

## Religions

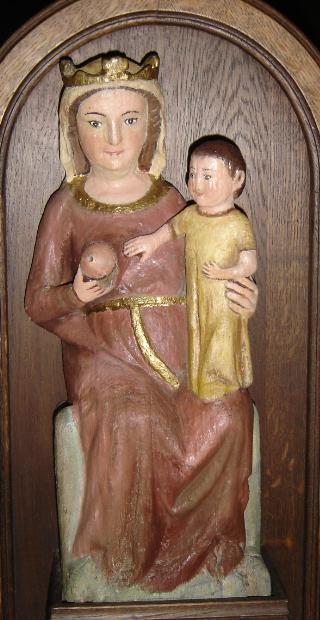
Notre-Dame-de-Rabas à Vigy.

Au XXIe siècle en Moselle, les cultes catholique, israélite,, protestant luthérien (ÉPCAAL) et protestant réformé (ÉPRAL) sont toujours officiellement reconnus et financés par l'état (application du droit local) :
- les ministres du culte (évêques, prêtres, pasteurs et rabbins) sont salariés par l'État ;
- les collectivités territoriales participent au financement du culte paroissial ;
- l'enseignement religieux est obligatoire (sauf dérogation demandée, réellement appliqué depuis les années 1980, par les parents et accordée de droit). Les dispenses érodent les fréquentations ;
- le Département de théologie de l'Université de Lorraine, fondé en 1974 sous le nom de Centre autonome d'enseignement de pédagogie religieuse et situé à Metz, est la seule structure universitaire publique de théologie sans affiliation confessionnelle, avec une intégration de la théologie musulmane.

Le culte de l'Église de Jésus-Christ des saints des derniers jours, financièrement autonome, est représenté en Moselle avec deux paroisses : la paroisse de Metz et la paroisse de Forbach.
L'enquête de l'INSEE de 1962 constate que la Moselle comptait 4,1 % de protestants pour 85,5 % de catholiques (avec une forte proportion de « non déclarés »).

## Patrimoine

### Les orgues en Moselle

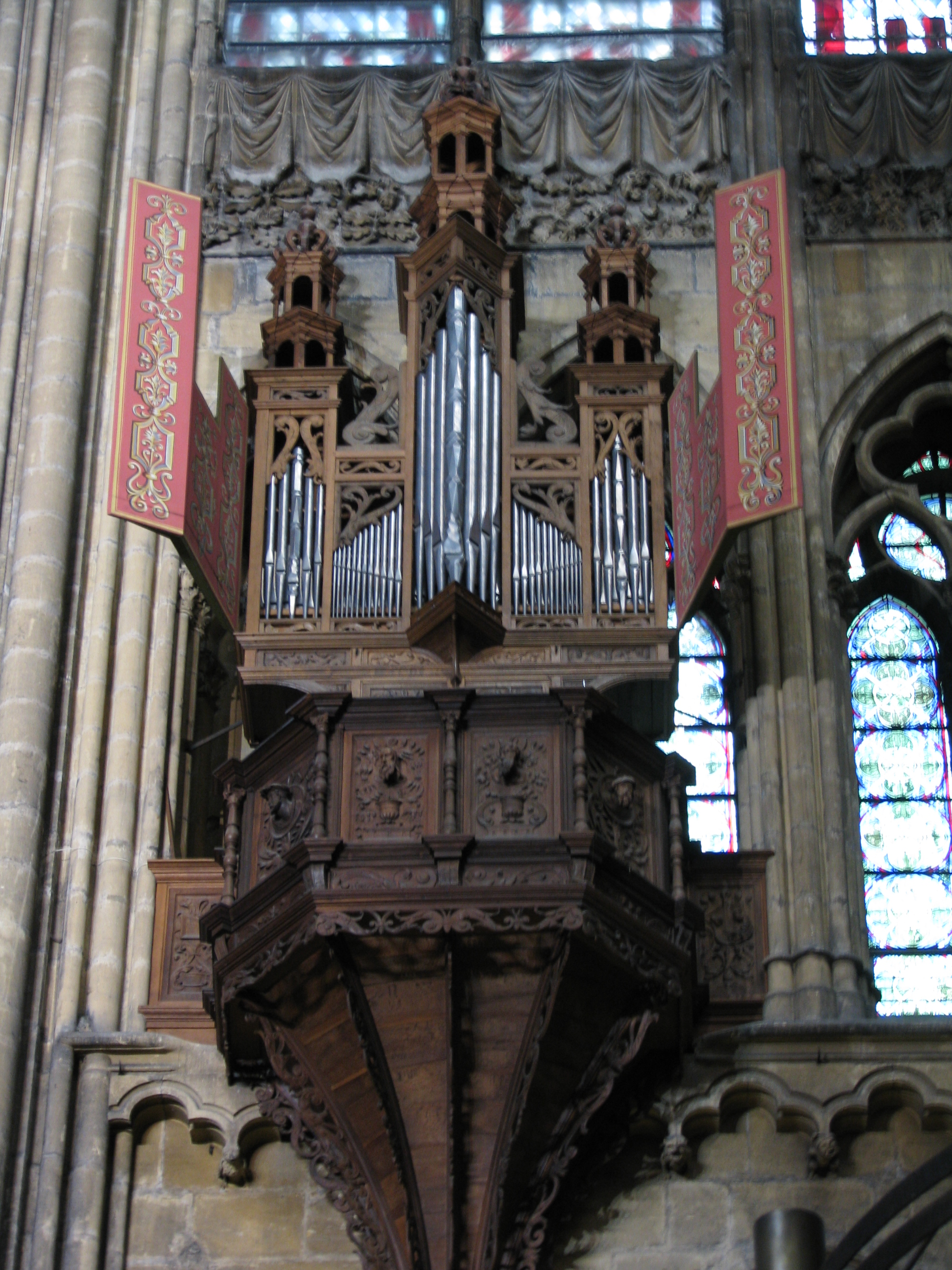
L'orgue Renaissance de la cathédrale de Metz.

Avec 650 instruments répartis sur tout son territoire, la Moselle est le second département en France qui possède le plus grand nombre d’orgues. Trois facteurs d'orgues œuvraient déjà en terre mosellane au XVIe siècle mais c'est au courant du XIXe siècle que la Moselle compta jusqu'à 17 facteurs d'orgues différents qui bâtirent de précieux instruments sur son territoire. De nos jours, cinq facteurs d'orgues encore en activité continuent d'enrichir le département en instruments de qualité. L'orgue le plus ancien du département est celui de la cathédrale Saint-Étienne de Metz qui date de 1537. Les grandes orgues les plus importantes du département (et qui figurent aussi parmi les grandes orgues rurales les plus importantes de France) sont celles d'Hayange. Elles comportent 53 jeux. On note aussi des instruments plus modestes et historiques comme l'orgue personnel d'Albert Schweitzer qui est conservé à L'Hôpital au sein de la paroisse protestante.
Afin de conserver ce patrimoine unique, le Conseil départemental de la Moselle a lancé un programme intitulé la « Route des Orgues » qui vise à restaurer, promouvoir et valoriser ces nombreux instruments souvent méconnus.

### Châteaux, maisons-fortes, manoirs, ferme-châteaux
Au Moyen Âge, il existe de nombreux châteaux, fermes et églises fortifiées en pays messin.
Les grandes demeures féodales disparaissent avec la politique d’expansion territoriale de la France vers des  "Frontières naturelles"  menée au XVIIè siècle par les rois de France Louis XIII et Louis XIV qui appliquent une politique systématique de démantèlement et de destruction des édifices. La guerre de Trente Ans, particulièrement dévastatrice en Lorraine,  ruine une partie de la noblesse dont les possessions, vendues ou confisquées, sont attribuées à de nouveaux venus ou de récents anoblis. Le château du Schossberg, le château de Turquestein ou celui de Faulquemont sont rasés en 1634 sur ordre de Richelieu, les deux châteaux d’Audun-le-Tiche en 1675, de même pour Lixheim, Sarralbe, Sarrebourg et Sarreguemines. Après la guerre de Trente Ans, disparaissent dans l’indifférence générale : le château du Falkenstein, ruiné par les troupes de Mansfeld en 1623, celui de Thicourt, incendié en 1635, le château des évêques d’Albestroff, le château de Créhange et celui de Fontoy, détruit en 1643. Le château de Raville est reconstruit fin XVIIe puis détruit à la Révolution. Le château de La Grange est reconstruit en 1731. À Hombourg-Haut, le château des évêques de Metz puis des ducs de Lorraine est entièrement détruit vers 1735. Le château de Château-Voué est partiellement détruit à partir de 1795. Le château médiéval d’Ottange, en partie détruit en 1671, fut entièrement démoli en 1734. Disparaissent également les châteaux d’Hingsange et de Guermange. Certains sont vendus comme bien nationaux à la Révolution : le château d’Imling en 1795, il est détruit peu après et sert de carrière de pierres ; le château de Frescaty à Moulins-lès-Metz, construit pour l’évêque de Metz, détruit en 1944, il sert aujourd’hui de terrain d’aviation à la ville de Metz. Certains châteaux du pays messin sont transformés en fermes comme à Ancerville ou le château-ferme de Prayelles à Augny.
Les troubles des périodes de guerre retardent, à de rares exceptions près, l’apparition du classicisme en Moselle au XVIIIe siècle, période de paix durant laquelle de nombreuses demeures sont remaniées ou reconstruites, en particulier par des officiers ou par des conseillers Français au parlement de Metz. À la fin de l’Ancien régime, 250 maisons nobles — châteaux, maisons-fortes et manoirs — existent en Moselle dont la moitié subsiste aujourd’hui.
Les guerres de l’époque contemporaine détruiront les châteaux de Colombey, incendié après la guerre de 1870, de Lorry-Mardigny (une partie subsiste), Sailly-Achâtel, Albestroff, Louvigny, Amanvillers, Lorry-lès-Metz, Arry, Coin-sur-Seille, Corny, Sillegny, Verny, Maizières victimes de la Seconde Guerre mondiale. Après les conflits, certains propriétaires préfèrent démolir plutôt que financer une réhabilitation ; les bâtiments abandonnés sont victimes du vandalisme. Le château d’Hayange, symbole de la famille de Wendel, est en partie démoli en 1935. Le château de Montois-la-Montagne est rasé vers 1950 au profit d’une cantine ouvrière. Le château de Reinange est rasé vers 1958-1960. Les châteaux de Florange, Francaltroff et Distroff sont aussi en ruine.
Certains chefs-d’œuvre du patrimoine architectural en péril sont restaurés à grand frais par les collectivités : le château de Malbrouck (originellement Schloss Meinsberg) ou le château de Courcelles. D’autres sont fidèlement entretenus par des familles respectueuses de la demeure ancestrale comme au château de Pange ou par une noblesse de cœur ayant envie de redonner une âme à ces monuments : Pouilly, Xonville, Les Étangs, Mardigny ou le château de Landonvillers. Plusieurs sites sont en cours de sauvetage, par des associations ou autres initiatives, comme le château Saint-Sixte en restauration depuis 2007. Le parc du château de Mercy sert de terrain pour la construction du nouvel hôpital au sud-est de Metz prévu pour 2012. Plusieurs châteaux et ruines subsistent dans le Pays de Sarrebourg : une partie des fortifications médiévales de Sarrebourg, le château de Lutzelbourg et le château de Turquestein dans le massif des Vosges, le château de Fénétrange, le château de Geroldseck à Niederstinzel, le château du Sarreck à Oberstinzel ou encore le château de Réchicourt.

### Le centre Pompidou-Metz
Inauguré le 12 mai 2010, ce bâtiment situé dans le centre-ville de Metz attire de nombreux visiteurs. Il accueille des expositions artistiques. Il est composé de 3 galeries superposées en forme de pavés sortant de son toit blanc aux formes rondes, d'où dépasse un mât.

### U4 Uckange
Ouvert au public en 2007, le Haut Fourneau U4 de Uckange devient un espace dédié à la mémoire du passé sidérurgique de la France. Dès 2010, le Jardin des Traces s'étend sur 4 hectares au pied des infrastructures et par différents espaces à thèmes, il rend hommage aux installations et aux hommes et femmes qui les ont fait vivre pendant les 100 ans qu'a duré l'exploitation. Fondée en 1890, l'usine cesse sa production de fonte le 17 décembre 1991. Un lieu atypique proposant visites libres ou guidées ainsi que de nombreuses animations.

## Vins de Moselle

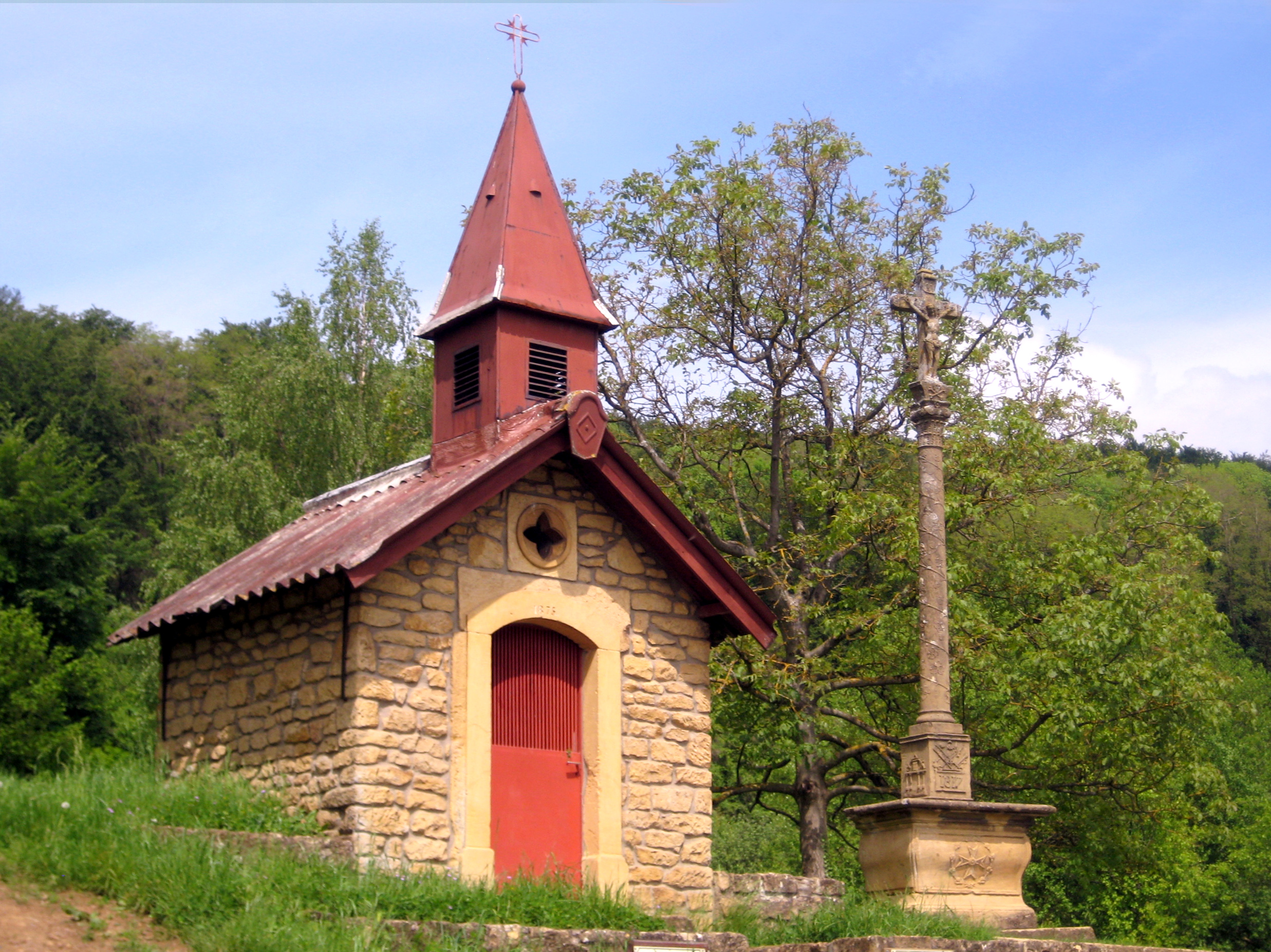
La chapelle des Vignes (1875) et la croix de Mission, dans le vignoble de Marange.

Dans l'antiquité, le poète latin Ausone célèbre souvent la table et surtout, le vin, le vin de Bordeaux dont le château Ausone prendra le nom, mais aussi les vins de Moselle. Jacques Brel chantera également bien plus tard le vin de Moselle dans la chanson Jef. La Moselle fut très longtemps une terre de vignobles (cf. Vignoble de Lorraine).
L’irruption du phylloxéra à la fin du XIXe siècle, puis la signature de l’Armistice de 1918 qui sonna le glas des débouchés sur le marché allemand, ont provoqué un déclin certain de la vigne en terre mosellane. Néanmoins les coteaux mosellans continuent de produire un vin de qualité. Depuis 2010, le moselle est un AOC.

## Identité visuelle

### Héraldique
Le conseil départemental de la Moselle a adopté, le 14 décembre 1948, un blason complexe, retraçant la formation du département :
| Blason | Blasonnement : Écartelé, au 1er de gueules au dextrochère de carnation vêtu d'azur mouvant d'un nuage d'argent et tenant une épée de même garnie d'or accostée de deux cailloux d'or, au 2e d'or à la bande de gueules chargée de trois alérions d'argent, au 3e d'azur semé de croix recroisetées au pied fiché d'or à deux bars adossés de même, au 4e burelé d'argent et d'azur de dix pièces au lion de gueules à double queue armé, lampassé et couronné d'or, sur le tout parti d'argent et de sable Commentaires : Les origines sont, au 1er : du Chapitre de la Cathédrale de Metz représentant l'évêché de Metz ; au 2e : du duché de Lorraine ; au 3e : du duché de Bar ; au 4e du duché de Luxembourg ; brochant sur le tout : la ville de Metz. |

Durant le Second Empire, le département de la Moselle portait : « écartelé, au 1er : parti d'argent et de sable (Metz) ; au 2e : d'or à trois pals alésés et fichés de gueules (Briey) ; au 3e : d'or à la bande de gueules chargée de trois alérions d'argent (Sarreguemines au XIXe siècle) et au 4e : d'azur au château donjonné de trois tourelles d'or, celle du milieu plus haute, le tout maçonné de sable (Thionville) ».